# Emilio Campolongo

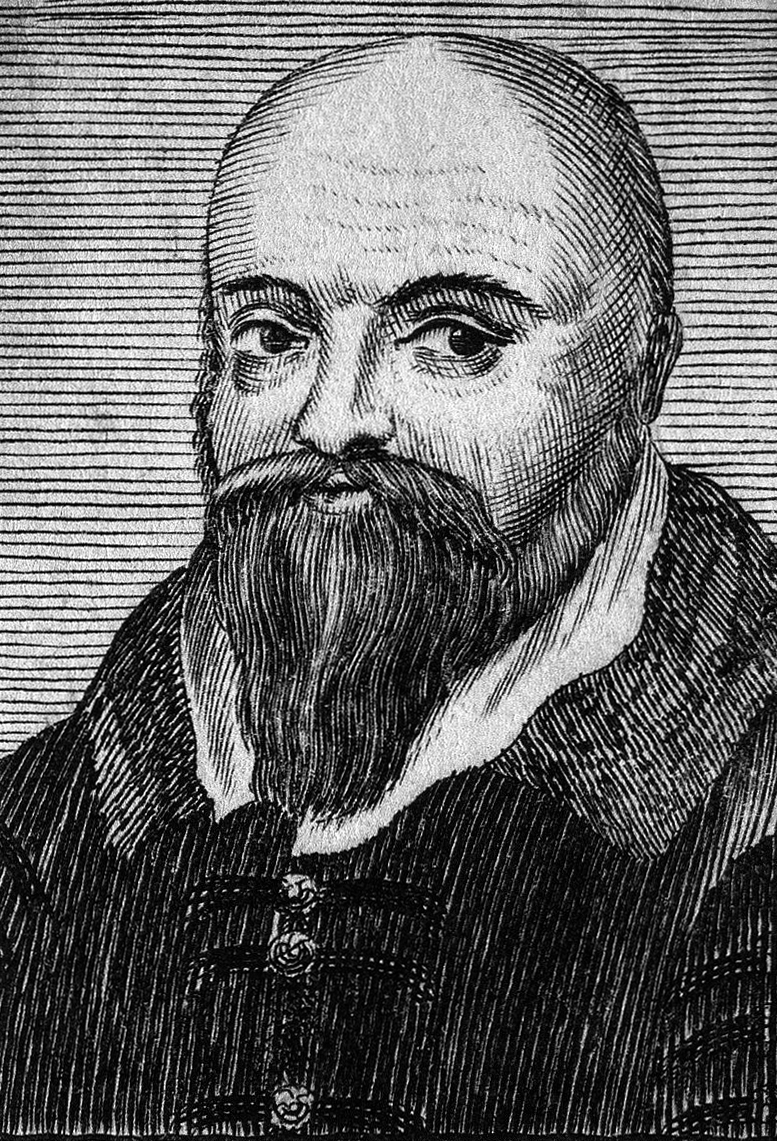
Emilio Campolongo

Emilio Campolongo (* 1550 in Padua; † 16. Oktober 1604 ebenda) war ein italienischer Arzt.

## Leben und Wirken
Emilio Campolongo wurde in Padua als Sohn des Medizinprofessors Lodovico Campolongo geboren. In Padua studierte er Medizin und erhielt dort 1573 den Doktortitel. 1578 übertrug man ihm einen Lehrstuhl für theoretische Medizin, den er nach einiger Zeit mit einem Lehrstuhl für praktische Medizin austauschte. Außerdem war er Arzt am Ospedale di San Francesco.
In dem von Pierre Brissot initiierten Aderlass-Streit plädierte Campolongo für die Methode der „Derivation“, nahm also für Brissot Stellung.

## Werke
- De arthritide liber unus : ex Aemilii Campolongi ... explicationibus decerpti. Meietus, Venedig 1586  (Digitalisat)
- Methodi medicinales duae : in quibus vera & legitima consiliorum medicinalium instituendorum ratio & indicationum doctrina traditur. Fischerus, Frankfurt 1595 (Digitalisat)
- Sēmeiotikē, seu nova cognoscendi morbos methodus. Wittenberg 1601  (Digitalisat)